# Valts Miltovičs

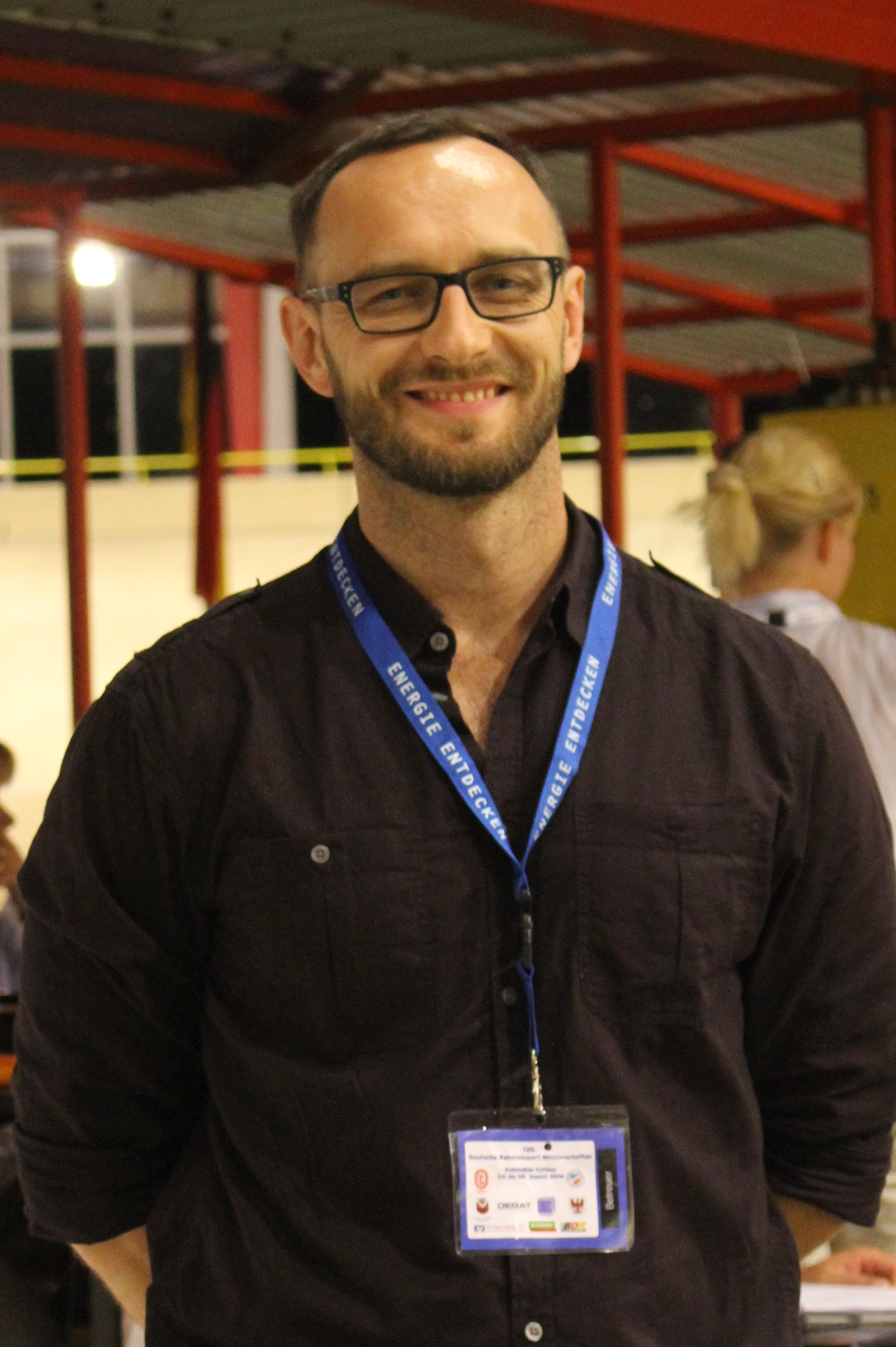
Valts Miltovičs (2016)

Valts Miltovičs (* 12. August 1979 in Riga) ist ein lettischer Sportfunktionär und -manager.
Valts Miltovičs war selbst als Amateur-Eishockeyspieler aktiv. Er studierte von 1998 bis 2007 an der Hochschule Vidzeme und machte anschließend seinen Master in Sportmarketing und -kommunikation an der Università Ca’ Foscari in Venedig.
Von 2000 bis 2007 war Miltovičs beim Radio SWH AS in Vidzeme tätig und von 2006 bis 2010 in der Sporteventur-Agentur Labo Darbu Komanda SIA. Von 2010 bis 2016 arbeitete er für den Basketball-Weltverband FIBA, genauer für die FIBA Europe Properties GmbH in München, und war für das Eventmanagement in Europa zuständig. Unter anderem organisierte er die Spiele der Gruppe D bei der Basketball-Europameisterschaft 2015 in Lettland.
Im Februar 2016 wurde Miltovičs als neuer Chef des Berliner Sechstagerennens vorgestellt, das seit 2015 im Besitz der britischen Madison Sports Group ist. Er trat sein neues Amt zum 1. April 2016 an. Neben der Leitung der Berliner Veranstaltung war es seine Aufgabe, eine europäische Serie von Sechstagerennen mit einer Gesamtwertung zu installieren, die Six Day Series.